# Rubai

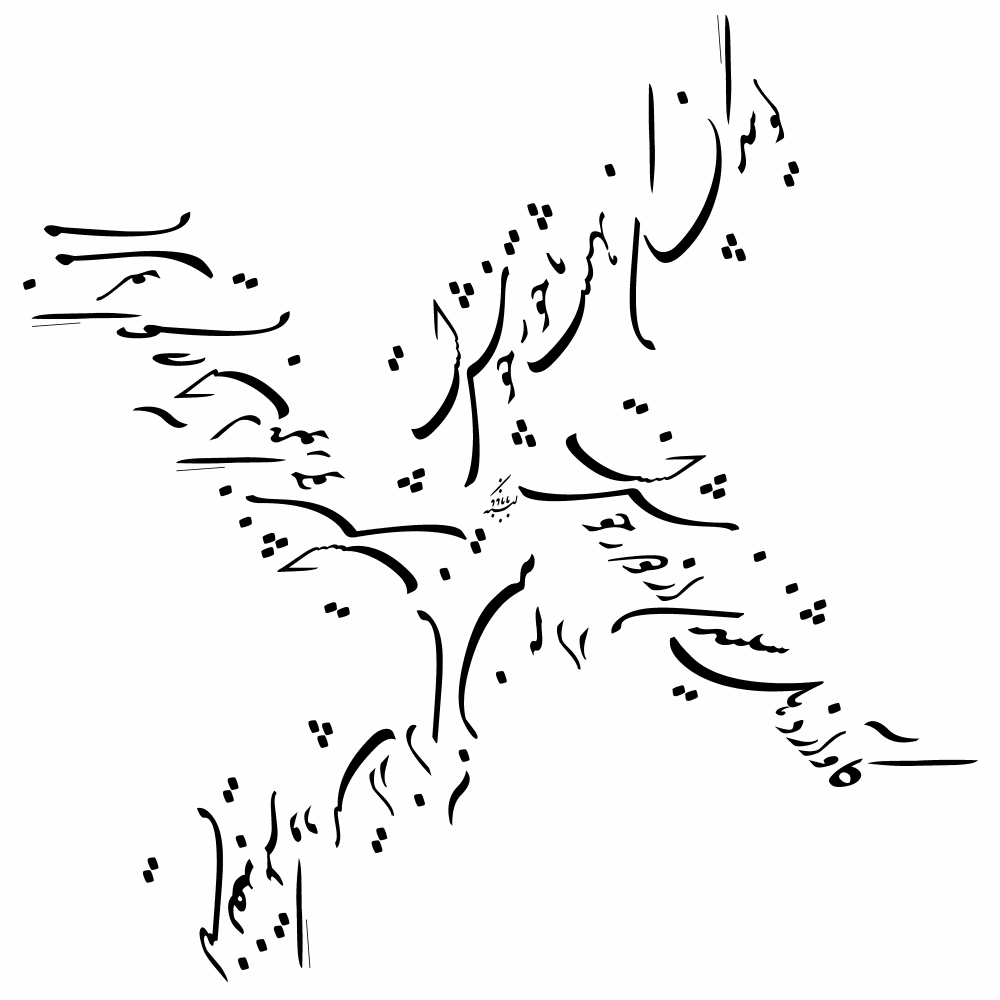
A ruba'i of Omar Khayyam in Shikasta Nastaʿlīq

Rubai hay Ruba'i (số nhiều là Rubaiyat, tiếng Ba Tư: رباعی, tiếng Anh: Ruba’i)  – là một thể thơ trữ tình của Ba Tư gồm có bốn câu, được phổ biến rộng rãi ở Trung và Cận Đông.
Thơ Rubai có nguồn gốc dân gian Ba Tư. Ở dạng văn bản có từ thế kỷ IX-X và được các nhà thơ nổi tiếng của Ba Tư như Rudaki, Nezami, Baba Taher, mà đặc biệt là Omar Khayyam với những bài thơ Rubaiyat nổi tiếng khắp thế giới, dùng để sáng tác.
Thơ Rubai có bốn câu được gieo vần theo sơ đồ AABA, thí dụ:
Đời đã ngọt ngào hoặc đã đắng cay
Thì đến lúc cũng đành phải chia tay
Uống đi em, đời còn nhiều thay đổi
Rồi sau ta vẫn sáng mãi trăng này.
(Omar Khayyam)
Đôi khi có những bài Rubai được gieo vần theo sơ đồ AAAA, tuy nhiên cách gieo vần cả bốn câu như nhau ít phổ biến hơn.